# Žovneško jezero
Žovneško jezero je umjetno akumulacijsko jezero smješteno u općini Braslovče. Nastalo je 1978. godine izgradnjom zemljane barijere Trnava preko potoka Trnavac od 73 000 kubičnih metara. Površina jezera je 49 hektara, a prosječna je dubina 7 metara. Jezerska je akumulacija prvenstveno planirana radi zaštite od poplava, ali danas služi i kao izvor vode za navodnjavanje, te mrijestlište riba.
Dvorac Žovnek smješten na brežuljku iznad jezera.